# Jorge Zorro
Jorge Ignacio Zorro Sánchez (Bogotá, 27 de febrero de 1946) es un músico, profesor universitario, director de orquesta y político colombiano. Fue ministro encargado de las Culturas, las Artes y los Saberes de Colombia, de febrero a agosto de 2023; en el gobierno de Gustavo Petro.

## Biografía
Jorge Ignacio nació el 27 de febrero de 1946, en la ciudad colombiana de Bogotá.
En 1964, ingresó al Conservatorio de la Universidad Nacional de Colombia a estudiar Música y obtuvo una beca de estudios en el Conservatorio Tchaikovsky de Moscú en 1974.
Entre los años 1981 y 1992 ingresó a diversos programas musicales en distintas universidades del mundo como el Berkshire Music Center en Tanglewood, la Eastman School of Music de la Universidad de Rochester y en el Seminario de Dirección Musical de la Universidad de Boston. Lamentablemente por motivos personales nunca culminó estos estudios.
[cita requerida]
Además de su lengua materna, el español, habla: inglés, ruso, Idioma francés, idioma alemán

### Trayectoria
Fue el ganador del concurso de Dirección Coral en 1977, en medio de la conmemoración de los 60 años de la Revolución Rusa que desencadenó en la creación de la URSS. Realizó cursos libres de piano en el Conservatorio de París, en la Escuela Superior de Música y Teatro «Felix Mendelssohn Bartholdy» de Leipzig y en el Conservatorio Hoch en perfeccionamiento pianístico. [cita requerida]
Ha sido uno de los principales activistas musicales de Colombia y ha liderado importantes programas y proyectos en su país. Fue el fundador de la Escuela Superior de Música del Instituto de Cultura de Boyacá. Dirigió el proyecto de la OEA para la "Formación de Profesionales en Música para Colombia". Ha sido el director del Coro Nacional de Colcultura y del Conservatorio Antonia María Valencia en Cali.

### Vida académica
Ha sido director la Licenciatura en Música de la Facultad de Ciencias de la Educación, de la Universidad Pedagógica y Tecnológica de Colombia. Se desempeñó como decano de la Facultad de Música de la Universidad Antonio Nariño, profesor de la Universidad Nacional de Colombia y miembro del Consejo Nacional de Música de Colombia.
Fue uno de los fundadores de la Facultad de Música de la Fundación Universitaria Juan Nepomuceno Corpas en el 2002 y fue decano de la misma hasta el 2022.

### Obra Musical
Ha sido director sinfónico de diversas agrupaciones como la Sinfónica Juvenil de Vientos de Boyacá, la Orquesta Sinfónica Juvenil de Colombia, la Orquesta Filarmónica de Bogotá, Orquesta Sinfónica del Valle del Cauca, Ramblewood Yourth Symphony Orchestra en Coral Springs (Florida) y la Banda Oficial de Conciertos de Táchira (Venezuela).
También fue miembro de la Junta Directiva de la Asociación Nacional Sinfónica y fue fundador de la Fundación Unimúsica.

## Trayectoria pública
Se desempeñó como Secretario de Cultura Departamental de Boyacá.
El 19 de agosto de 2022, fue designado Viceministro de la Creatividad del Ministerio de Cultura de Colombia. El 27 de febrero de 2023, fue nombrado Ministro de Cultura de Colombia, en calidad de encargado. En octubre de 2024 se retiró de su cargo como viceministro por razones académicas.